# نيويورك تايمز انترناشونال اديشن
نيويورك تايمز انترناشونال اديشن (بالإنجليزية: The New York Times International Edition)‏ هي صحيفة يومية تصدر باللغة الإنجليزية وتُطبع في أكثر من 30 موقعًا في جميع أنحاء العالم وأكثر الصحف انتشارًا على مستوى العالم. تأسست تحت عنوان باريس هيرالد في عام 1887 في باريس كنسخة أوروبية من نيويورك هيرالد، وتغير أصحابها وتمت تسميتها عدة مرات: أصبحت باريس هيرالد تريبيون، النسخة الأوروبية من نيويورك هيرالد تريبيون في عام 1924، ثم إنترناشونال هيرالد تريبيون في عام 1967، مع واشنطن بوست ونيويورك تايمز كصحيفتين أم مشتركتين.

الصفحة الأولى من صحيفة نيويورك تايمز الدولية بتاريخ 15 أكتوبر 2013، وهي أول صفحة تصدر بهذا الاسم قبل دمجها في نيويورك تايمز انترناشونال اديشن في أكتوبر 2016

في عام 2002، سيطرت شركة نيويورك تايمز على إنترناشونال هيرالد تريبيون، والتي تمت ترجمتها بعد ذلك إلى النسخة العالمية من نيويورك تايمز لعدد من السنوات. في 15 أكتوبر 2013، تمت إعادة تسمية الورقة نيويورك تايمز الدولية، وفي أكتوبر 2016، تم دمجها بالكامل مع الشركة الأم وأعيدت تسميتها الي نيويورك تايمز انترناشونال اديشن. شهد خريف ذلك العام أيضًا إغلاق عمليات التحرير وما قبل الإنتاج في غرفة الأخبار في باريس، حيث كان مقر الصحيفة ، تحت أسمائها المختلفة، منذ عام 1887.

## التجسد الأول

### أوفرسيز ويكلي
بدأ تاريخ الطبعة الدولية لصحيفة نيويورك تايمز في يونيو 1943، بعد زيارة قام بها ناشر التايمز آرثر هايز سولزبيرجر إلى طهران، حيث التقى العميد دونالد إتش كونولي من قيادة خدمة الخليج الفارسي، الذي كان مسؤولاً عن نقل إمدادات الحلفاء إلى الاتحاد السوفيتي عبر الممر الفارسي. كانت الروح المعنوية بين القوات الأمريكية منخفضة، بسبب المناخ الصعب، والمهام غير المجزية، والعزلة عن أي من جبهات القتال. وبناءً على ذلك، قرر سولزبيرجر إصدار طبعة من صحيفة التايمز يمكن أن تبقي القوات على اطلاع وتعطيهم مزيدًا من الوعي حول كيفية تناسب جهودهم مع المجهود الحربي الشامل. كان هذا المنتج، وهو الإصدار الأسبوعي لما وراء البحار المكون من ثماني صفحات بحجم كبير، نسخة مختصرة من قسم "أخبار الأسبوع في المراجعة" بجريدة الأحد؛ تم عرضه لأول مرة في إصدار بتاريخ 22 أغسطس 1943، لكنه لم يكن متاحًا في طهران حتى 9 سبتمبر.

### إصدار الأمم المتحدة وإصدار الطيران الدولي
خلال الدورة الثالثة للجمعية العامة للأمم المتحدة، التي عقدت في باريس في الفترة من 21 سبتمبر إلى 12 ديسمبر 1948، أنشأت "التايمز" طبعة للأمم المتحدة من الصحيفة، والتي كانت تُنقل جواً إلى باريس كل يوم.
لاقت هذه الطبعة استقبالًا طيبًا، وابتداءً من 11 ديسمبر 1948، بدأت "التايمز" إصدارها الجوي الدولي. في البداية كان يتألف من 10-12 صفحة تمت طباعتها بالكامل في الولايات المتحدة ثم تم نقلها جواً إلى أوروبا، ولكن في يونيو 1949 تم تغيير عملية الإنتاج بحيث تم نقل الحصير من الورق المقوى فقط وتمت الطباعة الفعلية في باريس. ركزت النسخة على الأخبار الوطنية والدولية للولايات المتحدة وأغفلت عمومًا التغطية الإخبارية والرياضية لمنطقة نيويورك.
كجزء من تغييرات يونيو 1949، انتهى إصدار "أوفرسيز ويكلي" بإصدار نهائي في 19 يونيو 1949 ، وبعد ذلك تم طيه في إصدار الأحد من الطبعة الجوية الدولية.
في عام 1952، تم نقل إنتاج النسخة الدولية من باريس إلى أمستردام، كجزء من تقليل تكاليف النقل.

### الطبعة الدولية
في عام 1960، سمح التقدم في الطباعة عن بعد بالطباعة المتزامنة للأوراق في نيويورك وأوروبا؛ بالتزامن مع ذلك، عادت الطبعة الدولية إلى باريس. كانت تسمى الطبعة الدولية من "نيويورك تايمز". كانت منظمة التايمز تأمل في التنافس مع النسخة الأوروبية من "نيويورك هيرالد تريبيون"، والتي كان مقرها أيضًا في باريس ولها تاريخ طويل وراسخ. وبناءً على ذلك، منحت التايمز منشوراتها ميزانية ترويجية أكبر بكثير من ميزانية باريس هيرالد تريبيون، وتحسن التوزيع إلى حد ما.
ابتداءً من عام 1964، انتقلت الرقابة التحريرية للطبعة الدولية إلى باريس نفسها، وكانت بعض التقارير المستقلة تتم خارج ذلك المكتب. نُشر في شارع دابوقير في الدائرة الثانية بباريس.
كان لدى صحيفة نيويورك تايمز عمليات خاسرة للمال في الحفاظ على كل من طبعة الولايات المتحدة الغربية وإصدارها الدولي. في كانون الثاني (يناير) 1964، أعلنت الصحيفة أنها ستتخلى عن نسختها الغربية لأسباب مالية، لكنها ستواصل النسخة الدولية وتنتقل إلى عملية إنتاج أكثر بساطة.
بحلول ذلك الوقت، كان عدد توزيع النسخة الدولية من "نيويورك تايمز" حوالي 32000 نسخة، لكنها جذبت القليل من الإعلانات. كاقتراح تجاري، كان أقل شأنا من النسخة الأوروبية من "نيويورك هيرالد تريبيون"، التي كان تداولها ما يقرب من 50000 وأكثر من الإعلانات.
بينما نمت الطبعة الدولية إلى حد ما، إلا أنها كانت لا تزال تخسر المال ولم تكن قادرة على المنافسة مع النسخة الأوروبية من "نيويورك هيرالد تريبيون"، والتي كانت تعتبر بشكل عام مطبوعة أقوى. في الواقع، كانت الطبعة الدولية تخسر مليوني دولار سنويًا، وخسرت حوالي 10 ملايين دولار منذ إنشائها تحت هذا العنوان في عام 1949. ناشر "التايمز" الجديد، آرثر أوش سولزبيرجر، قرر التخلي عنها، والانضمام بدلاً من ذلك قوات مع "واشنطن بوست" لاستكمال النسخة الأوروبية من "هيرالد تريبيون".
صدر العدد الأخير من أول إصدار دولي لـ "نيويورك تايمز" في 20 مايو 1967. وتم تسريح أكثر من 100 شخص يعملون فيه.

## استحواذ شركة نيويورك تايمز
في 30 ديسمبر 2002، اتخذت شركة نيويورك تايمز السيطرة على الصحيفة بشراء الحصة البالغة 50% المملوكة لشركة واشنطن بوست. انتهت الاستحواذ بشراكة استمرت لمدة 35 عامًا بين الشركتين المنافستين في الولايات المتحدة. تم اضطرار الـ"بوست" للبيع عندما هددت الـ"تايمز" بالانسحاب وبدء صحيفة منافسة. نتيجة لذلك، دخل الـ"بوست" في اتفاق لنشر مقالات محددة من الـ"بوست" في الطبعة الأوروبية لصحيفة "وول ستريت جورنال". بعد الاستحواذ، تم تعديل عنوان الـ"IHT" ليصبح "الطبعة العالمية لنيويورك تايمز" بدلاً من "نشرتها نيويورك تايمز وواشنطن بوست".
في عام 2008، أعلنت شركة نيويورك تايمز عن اندماج مواقع نيويورك تايمز وIHT. في مارس 2009، أصبح موقع IHT النسخة العالمية لموقع NYTimes.com.

## التجسد الثاني

### تغيير الاسم وإغلاق المكاتب

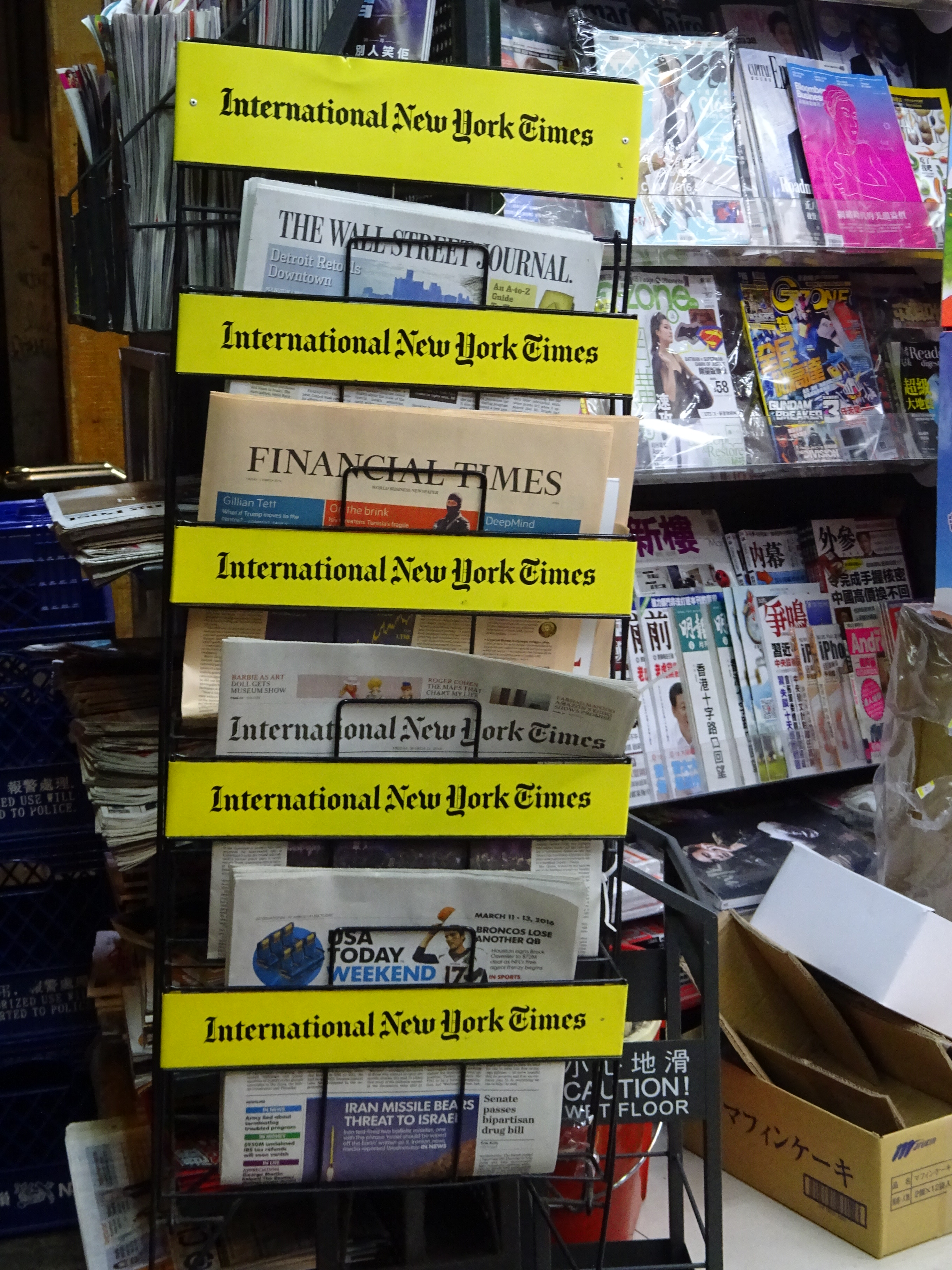
صحيفة نيويورك تايمز الدولية في كشك لبيع الصحف في هونغ كونغ، 11 مارس 2016

في عام 2013، أعلنت شركة نيويورك تايمز أن الصحيفة نفسها ستغير اسمها إلى النيويورك تايمز الدولية لتعكس التركيز الرئيسي للشركة على صحيفة النيويورك تايمز الأساسية ولبناء وجودها الدولي. في 14 أكتوبر 2013، ظهرت المحرر الدولي هيرالد تريبيون على أكشاك الأخبار للمرة الأخيرة. جاءت مرفقة بقسم إضافي بعنوان "تحويل الصفحة"، وهو نظرة إلى الماضي والفن والصور السابقة لـهيرالد تريبيون ومكانتها في تاريخ الصحافة. في 15 أكتوبر 2013، قدمت صحيفة "النيويورك تايمز الدولية" نسختها الأولى بعنوان "Premier Edition" فوق شعار الصحيفة. وجاءت معها ملحق بعنوان "Turning the Page II"، الذي ناقش وتنبأ بالتطورات المحتملة في العديد من المجالات العالمية بما في ذلك الطاقة والمالية والتكنولوجيا ووسائل الإعلام.
في أكتوبر 2016، تم دمج الصحيفة بالكامل مع الشركة الأم وتم تغيير اسمها إلى صحيفة نيويورك تايمز الدولية.
على الرغم من أن الطبعة الدولية تشترك في العديد من الكتاب والمحللين مع صحيفة نيويورك تايمز، إلا أن لها صوتها الخاص، خاصة في مجال الثقافة. وتشمل المعلقين المعروفين أليس روثستورن في مجال التصميم وسورين مليكيان في فنون الفن.
في خريف عام 2016، تم إغلاق غرفة الأخبار في باريس، التي كانت المقر الرئيسي لعمليات التحرير والإنتاج للنسخة الدولية للصحيفة، على الرغم من بقاء مكتب إخباري ومكتب إعلاني.

## النيويورك تايمز الأسبوعية الدولية
بالإضافة إلى الطبعة اليومية، يتم نشر طبعة أسبوعية مكونة من 16 صفحة باسم النيويورك تايمز الأسبوعية الدولية تضم أفضل مقالات النيويورك تايمز لمدة أسبوع. تم تصميمها لتكملة وتوسيع التقارير المحلية، وتقدم تغطية عالمية للقراء تتراوح موضوعاتها بين الأفكار والاتجاهات، والأعمال والسياسة، والعلوم وأساليب الحياة وغيرها. يمكن للصحف المستضيفة الاستفادة من النيويورك تايمز الأسبوعية الدولية من خلال المساحة الإعلانية المدمجة، والرعاية والفرص الأخرى لتوليد الإيرادات.

### الانتسابات
عادةً ما يتألف الانتساب من إصدار باللغة الإنجليزية للصحيفة المحلية يتم توزيعها مع  النيويورك تايمز الأسبوعية الدولية .
الانتسابات مع الصحف الدولية تشمل:
- صحيفة أساهي (اليابان)[بحاجة لمصدر]
- لو فيغارو (فرنسا)
- اليابان تايمز (اليابان)
- كوريا جونغ أنغ ديلي (كوريا الجنوبية)
- هاآرتس (إسرائيل)
- كاثيميريني (اليونان)
- اكسبريس تريبيون (باكستان)
- الاحتياطي الماليزي (ماليزيا)
- جمهورية (نيبال)
- ذا جاكرتا بوست (إندونيسيا)
- آرا (إسبانيا)

## الصحف البائدة

### جريدة باريس هيرالد
تأسست جريدة باريس هيرالد في 4 أكتوبر 1887 كنسخة أوروبية من جريدة نيويورك هيرالد من قبل مالك الصحيفة الأصلية، جيمس جوردون بينيت جونيور. كانت الشركة مقرها في نويي سور سين، ضاحية في باريس، فرنسا.

### جريدة باريس هيرالد تريبيون
بعد وفاة بينيت في عام 1918، اشترى فرانك أندرو مانسي جريدة نيويورك هيرالد وجريدة باريس هيرالد. قام مانسي ببيع صحيفة هيرالد في عام 1924 أوغدن ميلز ريد من صحيفة نيويورك تريبيون، وأصبحت جريدة باريس هيرالد باريس تريبيون، في حين أصبحت الصحيفة النيويوركية صحيفة نيويورك هيرالد تريبيون.
في عام 1924، اشترت عائلة ريد الصحيفة من فرانك أندرو مانسي. نادرًا ما تحققت الصحيفة أرباح كافية للنمو أو التحسينات الرأسمالية. قامت العائلة ريد بدعم جريدة هيرالد تريبيون خلال السنوات الأولى من تأسيسها. ونظرًا للمشاكل المالية التي تعرضت لها العائلة ريد، تم بيع الصحيفة.
في عام 1934، انضمت الصحيفة لمنافستها الرئيسية: الطبعة الأوروبية لصحيفة شيكاغو تريبيون.
في عام 1959، اشترى جون هاي ويتني، رجل أعمال وسفير الولايات المتحدة في المملكة المتحدة، جريدة نيويورك هيرالد تريبيون وطبعتها الأوروبية. في عام 1966، تم دمج جريدة نيويورك هيرالد تريبيون في جريدة نيويورك ورلد جورنال تريبيون ذات المدة القصيرة وتوقفت عن النشر، لكن عائلة ويتني استمرت في إصدار الصحيفة في باريس من خلال الشراكات. في ديسمبر 1966 أصبحت واشنطن بوست مالكًا مشتركًا.

### الهيرالد تريبيون الدولية
أصبحت النيويورك تايمز مالكًا مشتركًا لـ باريس هيرالد تريبيون في مايو 1967، وبذلك أصبحت الصحيفة معروفة باسم الهيرالد تريبيون الدولية (IHT).
في عام 1974، بدأت الهيرالد تريبيون الدولية في إرسال صفحات واقعية للصحيفة بين الدول وافتتحت موقعًا للطباعة بالقرب من لندن. في عام 1977، افتتحت الصحيفة موقعًا ثانيًا في زيورخ.
بدأت الهيرالد تريبيون الدولية في إرسال الصور الإلكترونية لصفحات الصحيفة من باريس إلى هونغ كونغ عبر الأقمار الصناعية في عام 1980، مما جعل الصحيفة متاحة في نفس الوقت على جانبي الكوكب. كانت هذه أول عملية نقل بريد للصحافة اليومية باللغة الإنجليزية عبر القارات، وذلك بعد الجهود الرائدة لصحيفة سنغ تاو ديلي (星島日報) باللغة الصينية.
في عام 1991، أصبحت صحيفتا واشنطن بوست ونيويورك تايمز المساهمين الوحيدين والمتساويين في الهيرالد تريبيون الدولية. وفي فبراير 2005، افتتحت الصحيفة مكتبها الإخباري في آسيا في هونغ كونغ.
في أبريل 2001، تعاونت صحيفة أساهي شيمبون اليابانية (朝日新聞) مع الهيرالد تريبيون الدولية ونشرت صحيفة باللغة الإنجليزية، الهيرالد تريبيون الدولية/أساهي شيمبون.
بعد أن باعت صحيفة واشنطن بوست حصتها في الهيرالد تريبيون الدولية، استمرت الصحيفة في النشر تحت اسم الهيرالد تريبيون الدولية/أساهي شيمبون، لكن تمت إيقافها في فبراير 2011.